# Gleditsia sinensis
Gleditsia sinensis es una especie perteneciente a la familia Fabaceae nativa de Asia. Es una de las 50 hierbas fundamentales usada en la medicina tradicional china, donde se le llama en chino con el nombre de:  zào jiá (皂荚).

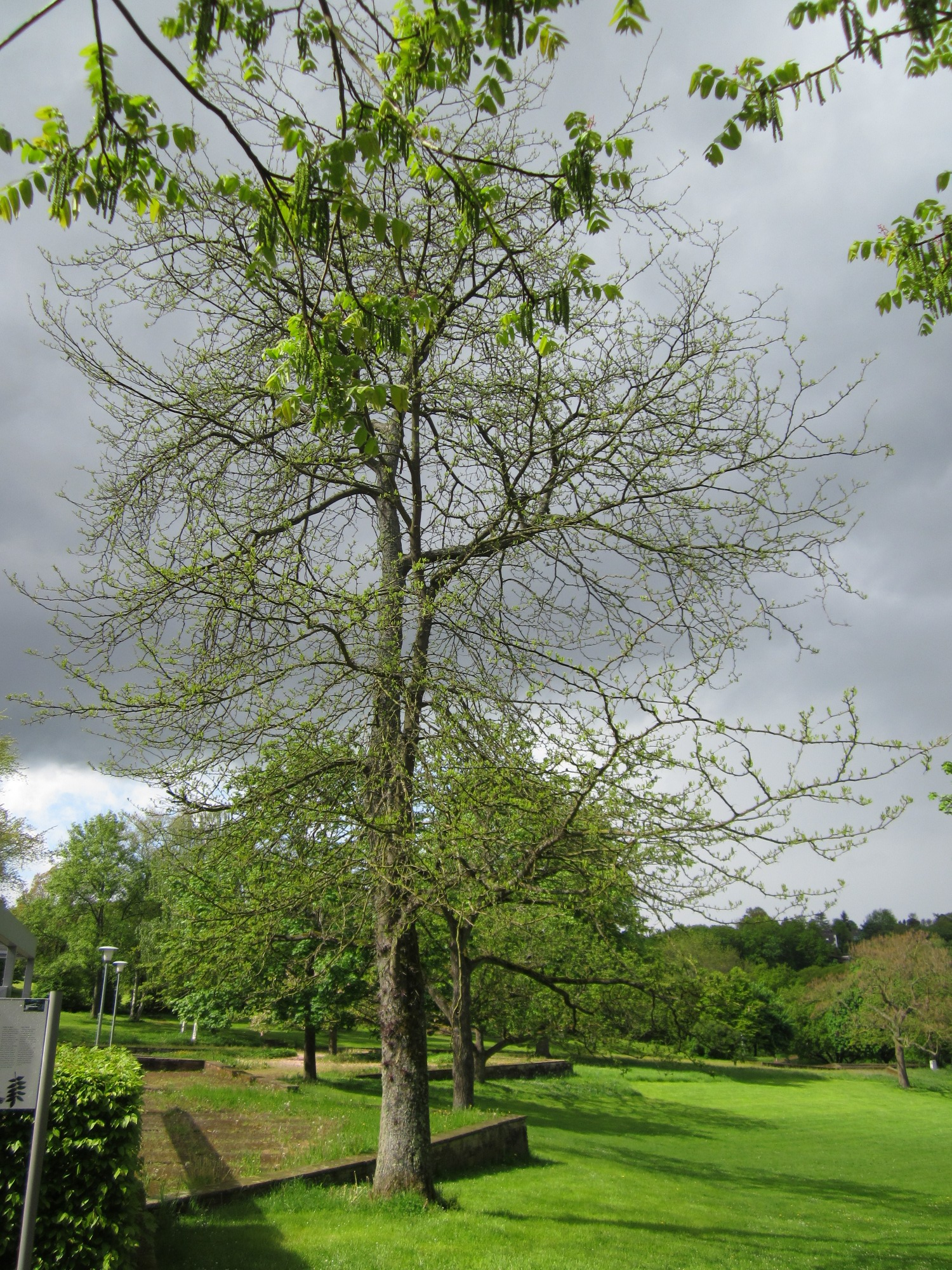
Vista del árbol

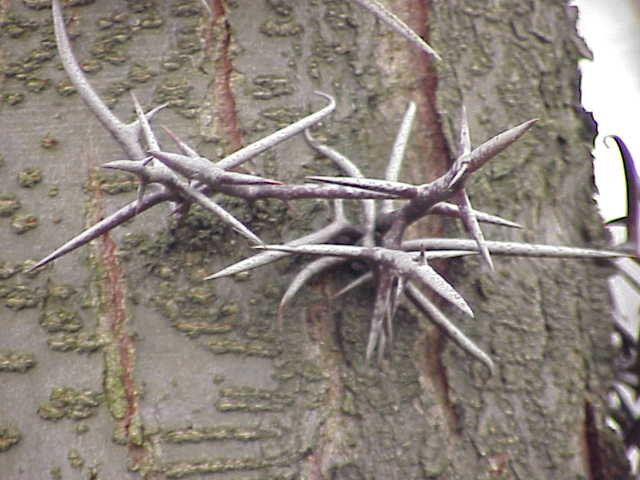
Detalle de las espinas

Gleditsia sinensis se ha utilizado en China durante al menos 2000 años como un detergente. Las espinas de Gleditsia sinensis se usa como hierba medicinal en China y Corea, y pueden tener propiedades antitumorales. Las espinas de Gleditsia sinensis ' (Leguminosae) se han usado en la medicina tradicional para el tratamiento de enfermedades inflamatorias, incluyendo hinchazón, supuración, ántrax y de problemas de la piel.

## Estudio científico
G. sinensis tiene, in vitro, efectos que pueden ser indicativos de actividades antialérgicas, posiblemente debido a las saponinas en las frutas. Los estudios en ratones sugieren que el extracto etanólico podría ser un agente terapéutico eficaz para el tratamiento del asma alérgica.
Las espinas mostraron actividad antibacteriana contra una bacteria Gram positiva Xanthomonas vesicatoria, y una bacteria Gram negativa Bacillus subtilis.  Un ácido lupane extraído de las espinas mostró in vitro actividad anti-VIH.
El extracto de la fruta de Gleditsia sinensis también tiene efectos inhibitorios sobre el cáncer aislado en cultivos celulares.

## Taxonomía
Gleditsia sinensis fue descrito por Jean-Baptiste Lamarck  y publicado en Encyclopédie Méthodique, Botanique 2(2): 465–466. 1788.
Sinonimia
- Gleditsia horrida Willd.
- Gleditsia officinalis Hemsl.[13]
- Caesalpiniodes macracanthum (Desf.) Kuntze
- Gleditsia japonica Loddiges Cat. ex Loudon
- Gleditsia xylocarpa Hance
- Gymnocladus williamsii Hance[12]